# Bölkow Bo 105
Bölkow Bo 105 – lekki dwusilnikowy śmigłowiec wielozadaniowy, opracowany przez niemiecki koncern Messerschmitt-Bölkow-Blohm GmbH.

## Historia
Prace nad śmigłowcem rozpoczęły się w 1961 roku pod kierownictwem doktora Ludwiga Bölkowa i Emila Weilanda. Obaj pracowali w firmie Bölkow nad śmigłowcami typu KG od 1955 roku.

Konstruowanie samolotów po II wojnie światowej było w Niemczech zakazane, dlatego też Bölkow podjął starania, aby zbudować śmigłowiec konkurencyjny do już obecnych na rynku zagranicznych konstrukcji. Zbudowano lekki śmigłowiec z dwoma silnikami (zgodnie z zasadą dublowania wszystkich ważnych dla bezpieczeństwa mechanizmów) i wysoko umieszczonym wirnikiem głównym, prosty w obsłudze i utrzymaniu. Maszyna mogła być w prosty sposób przystosowana do różnych celów łącznie z misjami ratunkowymi. Na pokrycie kosztów budowy śmigłowca rząd niemiecki udzielił pożyczki w wysokości 60% wartości kosztów.
Bo 105 jako pierwszy śmigłowiec na świecie posiadał sztywny wirnik główny. Zbudowano go głównie z włókien szklanych wzmocnionych tworzywami sztucznymi, uzyskując bardzo lekki i mocny wirnik o doskonałych charakterystykach aerodynamicznych.

Prototyp śmigłowca z nowym wirnikiem został oblatany 16 lutego 1967 roku. W pierwszym śmigłowcu zastosowano silniki turbinowe produkcji niemieckiej, ale do seryjnych maszyn planowano montować sprawdzone silniki Rolls-Royce serii Allison 250.
Zanim rozpoczęła się produkcja seryjna śmigłowca, firma Bölkow stała się częścią koncernu Messerschmitt Bölkow Blohm GmbH w skrócie MBB. Później firma ta stała się częścią Daimler-Benz Aerospace (DASA) a później konsorcjum Eurocopter Group i produkowała śmigłowce Bo 105 do 1997 roku. W międzyczasie wybudowano opierając się na doświadczeniach zdobytych przy konstruowaniu pierwszego śmigłowca kolejne dwusilnikowe maszyny takie jak BK 117 czy EC135. W 1994 Eurocopter wprowadził zmodernizowaną wersję Bo 105 CBS-5. Miał on wydłużony o 25 cm kadłub i nowy wirnik CBS-5-Muster o większej sprawności i przekładnię główną FS 110, taką jak w zbudowanej dla potrzeb Bundeswehry wersji Bo 105M i P.
Od wyprodukowania śmigłowca Bo 105 w latach 70. XX wieku znacząco rozwinęła się niemiecka sieć ratownictwa oparta na tej maszynie. W porównaniu do konkurencyjnych śmigłowców, Bo 105 charakteryzuje się większym wnętrzem umożliwiającym transport pacjenta w pozycji leżącej, oraz niezbędnego sprzętu medycznego. Cechą niekorzystną jest to, że dostęp do nóg pacjenta nie jest możliwy podczas lotu. Nowa wersja CBS-5 przeznaczona dla Straży Granicznej i ADAC, umożliwia, dzięki dużej przestrzeni wewnętrznej, zamontowanie całego niezbędnego wyposażenia łącznie z ratowniczym.
Obecnie śmigłowiec Bo 105 nie spełnia wszystkich nowych europejskich norm bezpieczeństwa JAR OPS 3 i może być używany zarówno do celów komercyjnych, jak i ratownictwa tylko do roku 2009. W związku z tym ADAC korzystający z tego śmigłowca właśnie do celów ratowniczych wymienia go sukcesywnie na śmigłowce typu EC 135. Podobne działania podejmują także inni użytkownicy śmigłowców Bo 105, zastępując je lepszymi i nowocześniejszymi maszynami.

## Opis konstrukcji
Śmigłowiec napędzany jest dwoma silnikami turbowałowymi Allison 250-C 20B umieszczonymi u góry krótkiego i krępego kadłuba, napędzającymi czterołopatowy sztywny wirnik umocowany centralnie nad kabiną. Kabina ma kształt owalny przeszklony wypukłymi, przezroczystymi panelami. Uchylne drzwi zapewniają dostęp do przestrzeni ładunkowej wyposażonej w uchwyty do mocowania ładunku lub siedzenia pasażerskie. W wersjach wojskowych występują zewnętrzne uchwyty do uzbrojenia podwieszanego. Podwozie płozowe. Wirnik ogonowy klasyczny zamontowany po lewej stronie belki ogonowej, a po obu stronach prostokątne statecznik poziome z dodatkowymi, małymi, pionowymi powierzchniami stabilizującymi.

## Wersje śmigłowcaBo 105

### Bo 105CB
Standardowa wersja produkcyjna

### Bo 105CBS
Wersja przeznaczona do transportu 6 osób z przedłużonym kadłubem (wersja VIP). Niektóre egzemplarze są używane jako śmigłowce ratownictwa morskiego SAR.

### Bo 105LS
Produkowany w Kanadzie śmigłowiec z mocniejszymi silnikami turbowałowymi Allison 250-C28 o mocy 550 KM o większych zdolnościach do lotów w wysokich temperaturach i na dużych wysokościach.

### Bo 105M (VBH)
Pierwsza wersja wojskowa (VBH od Verbindungshubschrauber – śmigłowiec łącznikowy) używana do:
- transportu pasażerów
- szkolenia pilotów
- transportu rannych
- lotów rozpoznawczych i zwiadowczych
- innych operacji wojskowych

Ze względu na redukcje przeprowadzone w armii niemieckiej wersja ta została wyparta przez zmodyfikowany Bo 105P-1A1. Po wymianie systemów uzbrojenia są one używane jako Bo 105P-1M do tych samych zadań co wersje M.

Wyprodukowano 227 egzemplarzy tej wersji śmigłowca.

### Bo 105P (PAH-1)

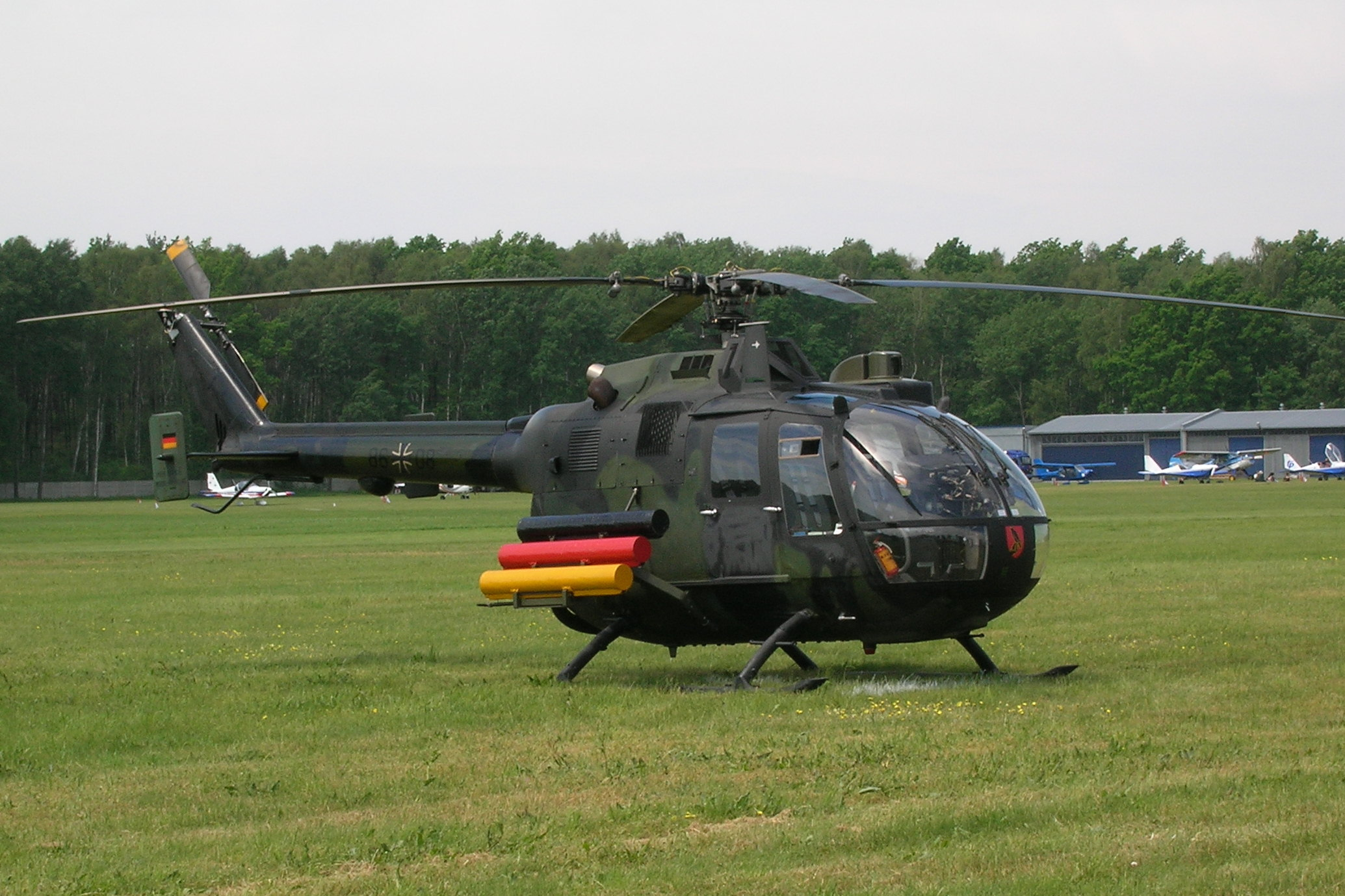
Bölkow Bo 105P (PAH-1)

Wojskowa wersja śmigłowca oznaczona jako PAH-1 (od niem. Panzerabwehrhubschrauber) używana jest jako śmigłowiec przeciwpancerny uzbrojony w pociski HOT.
Wersja Bo 105P-1A1 jest ulepszoną i bardziej efektywną odmianą śmigłowca przeciwpancernego Bo 105P przenoszącego podwieszane uzbrojenie rakietowe (w tym nowe pociski HOT-2) i strzeleckie. Bo 105 jest pierwszym i jednym z niewielu śmigłowców zdolnych wykonać pętlę, figurę akrobacji lotniczej bardzo trudną do wykonania na śmigłowcach. Bo 105 jest zdolny do jej wykonania ze względu na zastosowanie nowoczesnych, bardzo wytrzymałych materiałów do konstrukcji wirnika nośnego.
.
Wyprodukowano 212 egzemplarzy tej wersji śmigłowca. Obecnie są zastępowane przez maszyny Eurocopter Tiger.
Bo 105 jest produkowany licencyjnie w Chile, na Filipinach, w Indonezji (jako NBO-105) i Hiszpanii (jako CASA BO-105/ATH).

## Przypisy

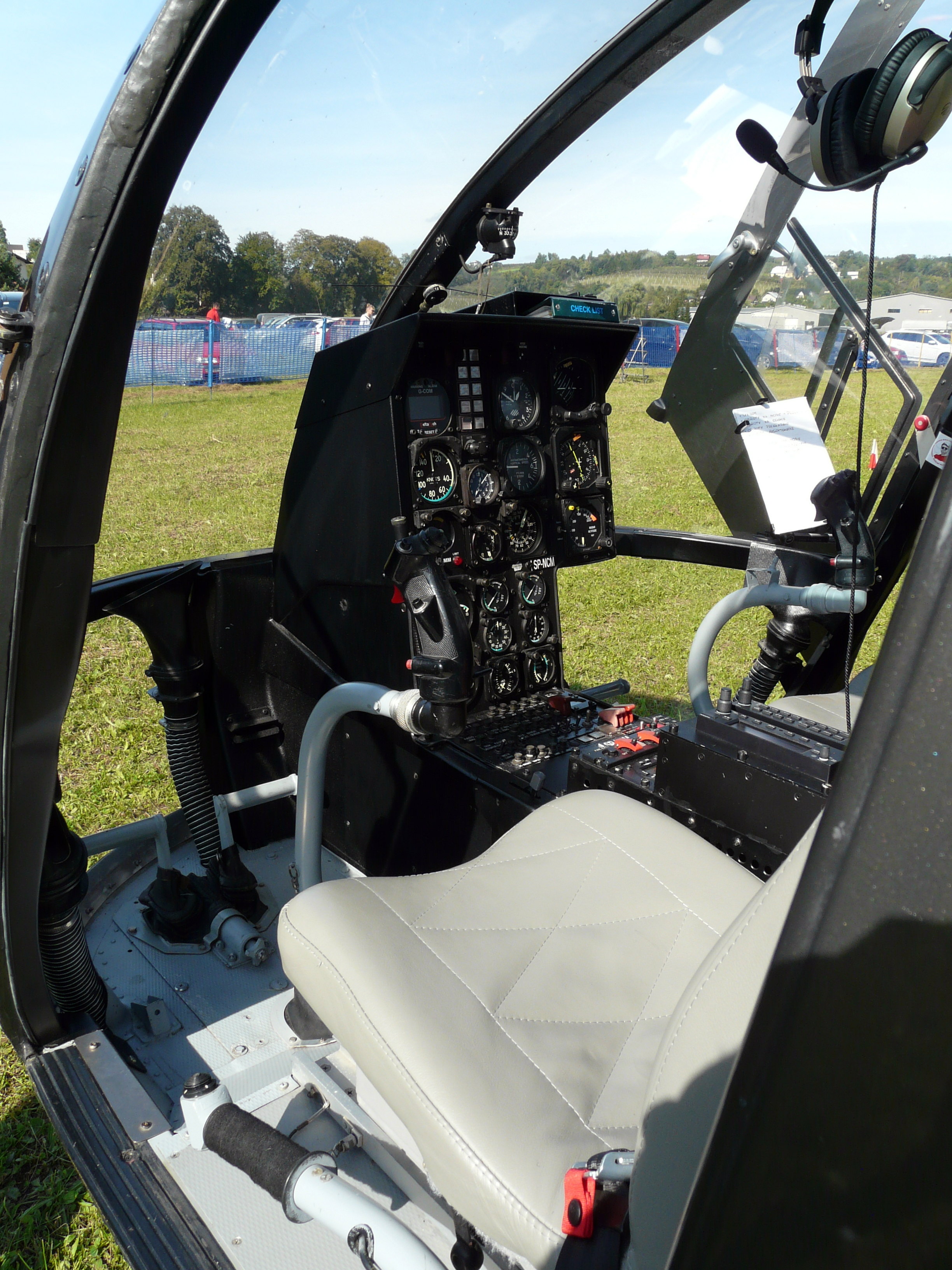
kokpit Bo 105
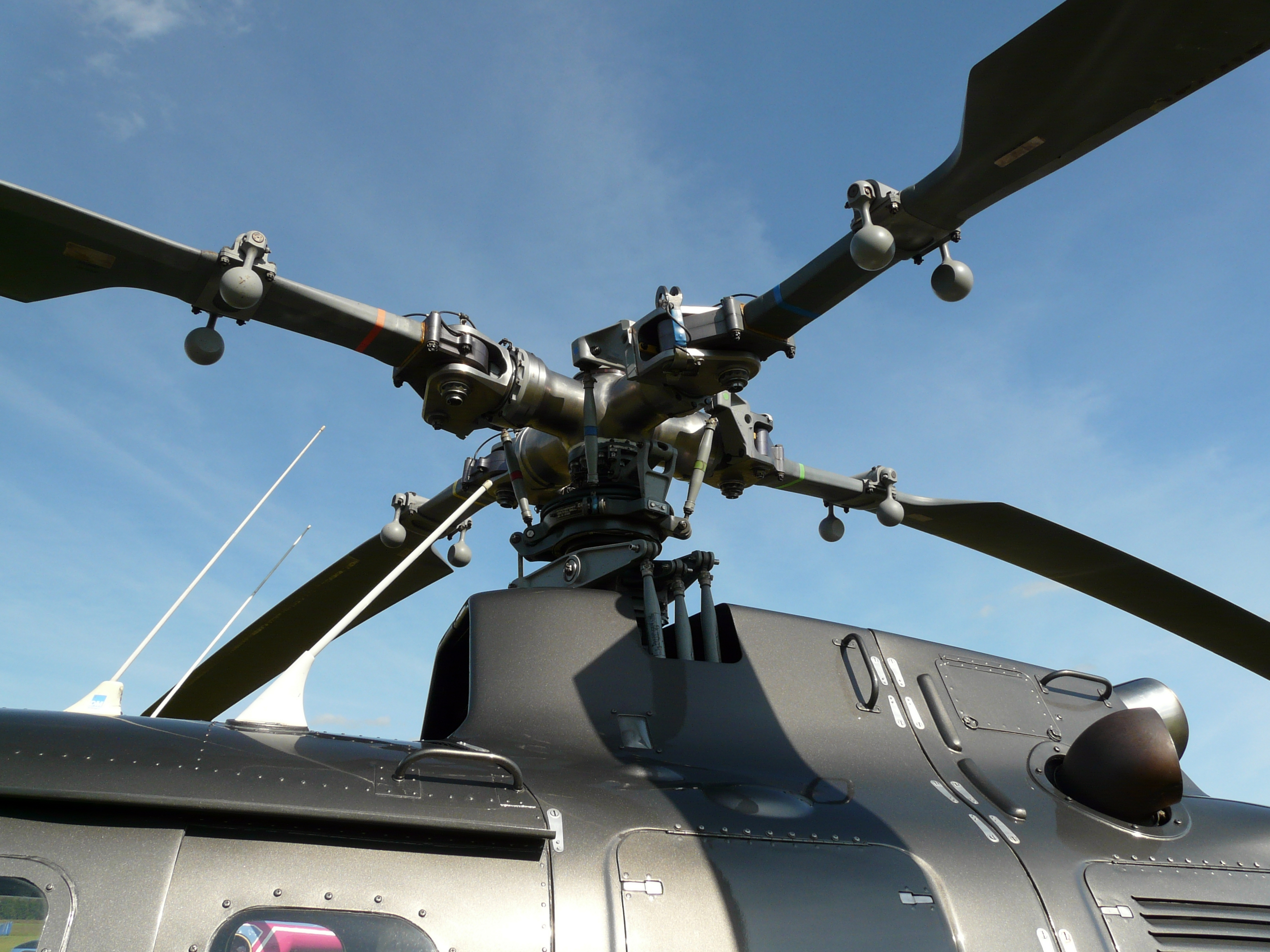
głowica wirnika nośnego Bo-105
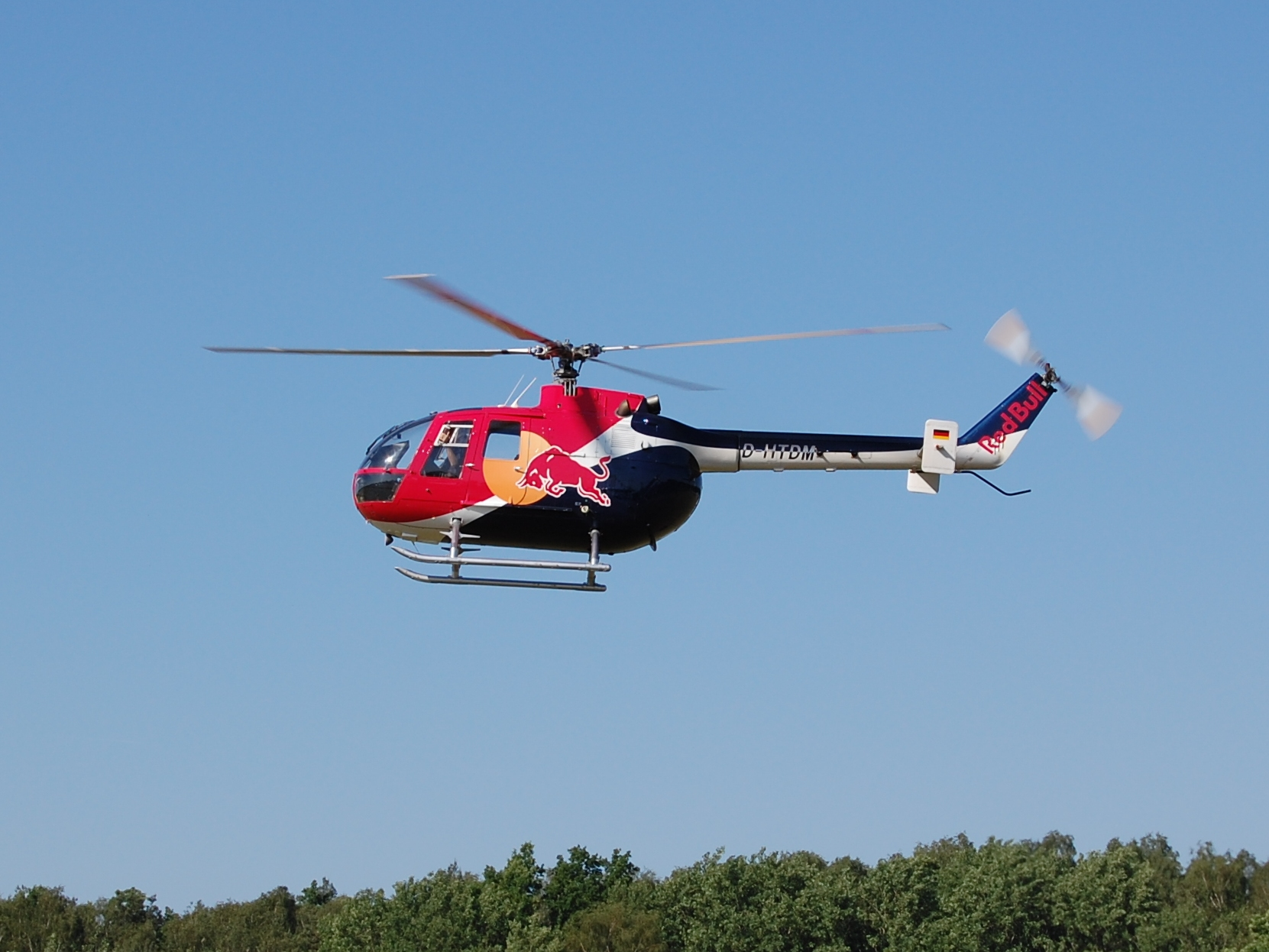
Bölkow Bo-105 akrobacyjny (RedBull)
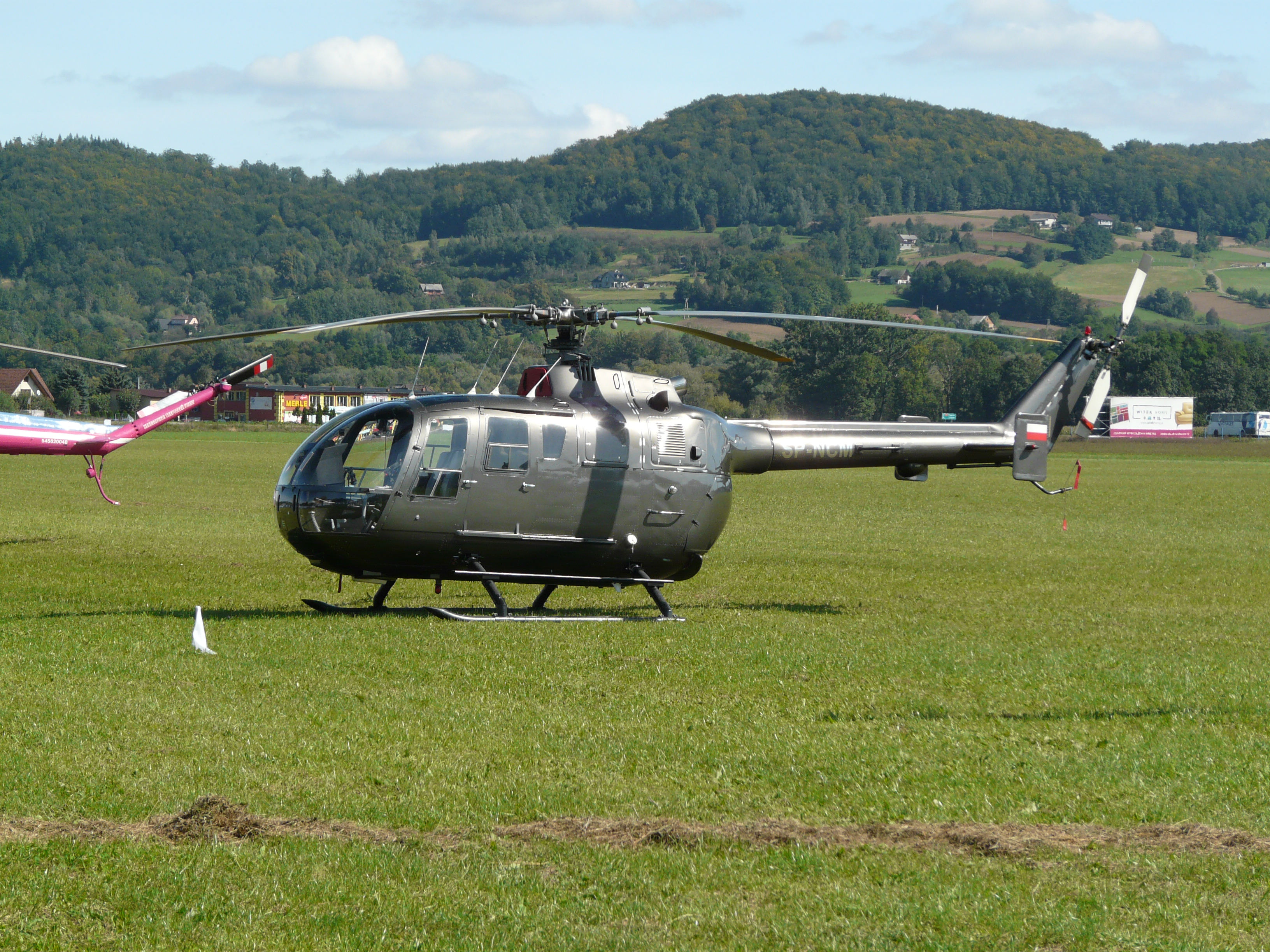
Bo-105 zarejestrowany w Polsce
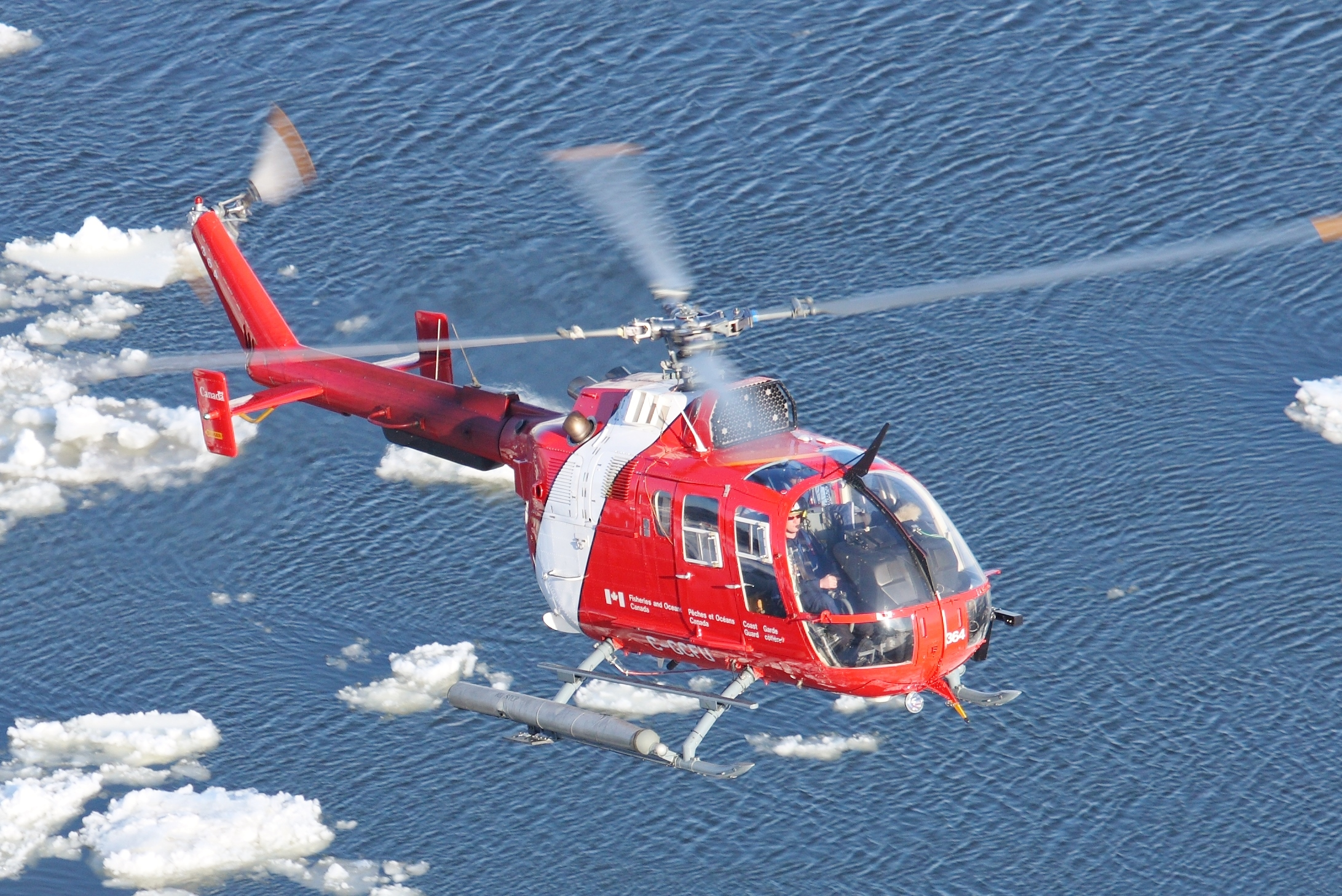
Bo 105 kanadyjskiej służby ratownictwa morskiego SAR